# 橿森神社
橿森神社（かしもりじんじゃ）は、岐阜県岐阜市若宮町にある神社である。
昔より、安産祈願、夫婦和合、子供の守り神として厚く信仰されている。上加納山（水道山）の山麓にある。境内にある磐石“駒の爪岩”は、神人が駒に乗り、この地に降り立ったという伝説がある。

## 祭神
主祭神は市隼雄命（いちはやおのみこと）。
市隼雄命は、垂仁天皇の第一皇子である五十瓊敷入彦命と景行天皇の第六皇女淳熨斗媛命の間の子。
同じ岐阜市の伊奈波神社に父・五十瓊敷入彦命、金神社に母・淳熨斗媛命を祭ることから、この三つの神社は関係が深いと考えられる。

## 歴史
社伝によれば、景行天皇の御代、この地に鎮座されたという。
織田信長は楽市・楽座を開いたさい、市神をこの橿森神社の神木、榎の元に祭ったという。
江戸時代、金寶山瑞龍寺が神宮寺となっていたが、神仏分離でこの地の氏神となる。

## 摂社
- 岐阜信長神社
  - 御祭神：贈太政大臣正一位織田信長公
  - 京都の建勲神社から明治時代に勧請された。
  - 2018年（平成30年）6月から毎月最終金曜日に金文字で書かれた御朱印が授与される。

## 末社
- 稲荷社
- 秋葉社
- 琴平社

## 文化財
岐阜市指定史跡
- 御薗の榎[1]

## 所在地
- 岐阜県岐阜市若宮町1丁目8番地1

## 交通機関
最寄りのバス停は、岐阜バス「柳ヶ瀬」バス停。ここより徒歩で約8分。

## その他
毎年4月の岐阜まつりは、伊奈波神社、金神社、橿森神社の例祭である。
織田信長ゆかりの橿森神社の神木、榎は、現在はその孫になる。御園の榎といわれている。岐阜市の史跡に指定されている。
周りは粕森公園として整備されている。
市隼雄命の墳墓は、岐阜県各務原市蘇原外山町の「市林山」にあり、祭礼時には墳墓前でも祭事が執り行われる。